# Britt Bongaerts
Britt Bongaerts (Roermond, 3 novembre 1996) è una pallavolista olandese, palleggiatrice del Galatasaray.

## Carriera

### Club
Cresciuta nel Peelpush e poi nella formazione federale del Talent Team, nella stagione 2014-15 è impegnata in Eredivisie con l'Eurosped.
A partire dal campionato 2015-16 è impegnata nella 1. Bundesliga tedesca, dove rimane per cinque stagioni; inizialmente ingaggiata dal PTSV Aachen, nell'annata seguente passa al Münster ma già in 
quella 2017-18 fa ritorno al club di Aquisgrana.
Nella stagione 2018-19 viene ingaggiata dallo Schweriner dove rimane per due annate, la seconda delle quali interrotta anticipatamente a causa della pandemia di COVID-19, aggiudicandosi una Coppa di Germania e due Supercoppe.
Per il campionato 2020-21 si trasferisce in Polonia, prendendo parte alla Liga Siatkówki Kobiet con il ŁKS mentre in quello seguente è di scena invece in Italia per disputare la Serie A1 con la Wealth Planet Perugia. Per la stagione 2022-23 torna quindi nella massima divisione tedesca, con lo MTV Stoccarda, vincendo due scudetti, una Supercoppa tedesca e una Coppa di Germania.
Per il campionato 2024-25 si trasferisce in Turchia, al Galatasaray, in Sultanlar Ligi, conquistando la BVA Cup, dove è premiata come miglior palleggiatrice.

## Palmarès

### Club
- Campionato tedesco: 2

2022-23, 2023-24
- Coppa di Germania: 2

2018-19, 2023-24
- Supercoppa tedesca: 3

2018, 2019, 2023
- BVA Cup: 1

2024

### Nazionale (competizioni minori)
- Festival olimpico della gioventù europea 2013

### Premi individuali
- 2024 - BVA Cup: Miglior palleggiatrice